# Open Scripture Information Standard
Open Scripture Information Standard (OSIS) は、XMLの応用(あるいはスキーマ)で、新約聖書、旧約聖書、神学的な注解書、その他関係する文学作品のタグを定義する。
OSISスキーマは、アメリカ聖書協会とSociety of Biblical Literatureらが加盟する合同委員会であるThe Bible Technologies Groupによって開発された。United Bible Societies、Summer Institute of Linguisticsなどの国内の様々な聖書協会及びボランティアの専門家も参加している。幹部は、Steven DeRose (代表)、 Kees DeBlois (副代表)とPatrick Durusau (編集)で構成されている。2006年中期時点では、バージョンは2.1.1である。
このスキーマは、Text Encoding Initiativeに類似しているが、（多くの不要な構成を排除することによって）より単純な構造になっており、また一方で、遥かに細部に渡るメタデータと書章節及び節中の具体的な箇所を識別するため公式聖典参照システムを追加している。
メタデータは、その作品自身および、その作品が参照する作品の"作品表明"を含む。(原文: The metadata includes a "work declaration" for the work itself, and for each work it references. )
作品表明は、Dublin Core基準に則った基本的目録を提供し、作品に（XML名前空間宣言に似た）ローカルな短い名前を割り当てる。
OSISは、overlapping markupの符号化にも配慮している。何故なら、聖書には、 そのようなマークアップが頻繁に現れるからである。例えば、節が段落境界をまたがっていたり、その逆の場合などである。OSISスキーマでは、互いに他に含まれないようなXMLタグを符号化するための手段を導入した。この手段は、Trojan milestonesや"Clix"として知られている。